# Emre Uğur Uruç
Emre Uğur Uruç (* 10. April 1994 in Adana) ist ein türkischer Fußballspieler.

## Karriere
Uruç begann mit dem Vereinsfußball 2005 in der Jugend von Adana Şakirpaşaspor und spielte später noch für die Jugendabteilung von Adana Yenibeygücü. 2010 wechselte er dann zur Nachwuchsabteilung von Adanaspor.
Im Sommer 2013 wurde er hier mit einem Profivertrag ausgestattet und kam dadurch in den Kader der 1. Mannschaft. Am 25. September 2013 gab er in der Pokalpartie gegen Erzurum Büyükşehir Belediyespor sein Profidebüt.
Uur Saison 2018/19 verließ er nach sieben Jahren Adanaspor und wechselte zum Ligarivalen Giresunspor. Bereits nach einer halben Saison kehrte er nach Adana zurück und heuerte dieses Mal beim Stadtrivalen Adana Demirspor an.

## Erfolge
- Meister der TFF 1. Lig und Aufstieg in die Süper Lig: 2015/16